# Militsioner
Militsioner (рус. «Милиционер») — находящаяся в разработке независимая видеоигра российской студии TallBoys для операционной системы Windows. Действие игры происходит в провинциальном российском городке, за которым надзирает милиционер-великан; игровой персонаж должен сбежать из городка прочь и не попасться милиционеру.
Militsioner разрабатывалась как социальный комментарий относительно милитаризации России в последние годы и затрагивающая темы «власти и ответственности». Сам милиционер-гигант — это переосмысление образа дяди Стёпы, при этом разработчики стремились наделить его человечными качествами, показывая, что он действует против героя не из злых побуждений, а лишь исполняя свою обязанность.
Хотя игра находится ещё в разработке, разработчики выпустили уже в 2020 году трейлер игры, вызвавший повышенный интерес у западных игровых СМИ, поспешивших похвалить трейлер за передаваемую атмосферу угнетения и страха. Государственный федеральный телеканал Россия 24 раскритиковал игру за пропаганду враждебного образа органов власти.

## Игровой процесс
Игра по сути представляет собой стелс-головоломку, где управляемый игроком персонаж должен взаимодействовать с окружением, чтобы сбежать из города. Игрок при побеге не должен попасться на глаза гигантскому милиционеру, который сидит посредине города и наблюдает за его жителями. Игровой персонаж может условно свободно перемещаться по городу, общаться с жителями города, самим милиционером и использовать предметы, например, лестницу, для того чтобы попасть на недоступные локации. Параллельно требуется скрываться от взора милиционера, в противном случае он подберёт героя своей огромной рукой. Главный герой игры — преступник, против которого ведется следствие, и с каждым днем оно приближается к раскрытию. Единственной возможностью спастись от тюрьмы для него остается побег.
Сам милиционер, несмотря на свои размеры, является живым человеком, которому требуется есть и спать. Он также, руководствуясь моральными принципами и ограничиваясь рамками закона, никогда не будет наносить вред жителям, в том числе и игровому персонажу. Однако после поимки игроку придётся заново начинать побег. Сами жители города высказывают презрение и ненависть герою за совершённое им преступление. Игрок может развивать дружеские отношения с милиционером через диалоги и если не будет попадаться на правонарушениях. Хорошие отношения откроют доступ к раннее недоступным локациям.

## Разработка
Созданием игры занималась независимая российская студия TallBoys, состоящая из пяти человек с 2020 года. За основу идеи будущей игры был взят побег, геймдизайнер Владимир Семенец заметил, что побег стал для него характеризующим ощущением последних лет [событий в России]. Игра призвана одновременно отражать чувство привязанности и несвободы, «привкуса постоянной потери чего‑то ради вынужденного побега» и «ощущения оставленного позади дома и знакомых людей».
Даже несмотря на то, что игра является антимилитаристским манифестом, создатели признались, что стремились избегать в игре слишком спорных и резких заявлений, боясь столкнуться с негативными последствиями и упоминая негативную реакцию на трейлер проправительственных СМИ, обвинивших игру в пропаганде русофобии.
Разработчики вдохновлялись книгами «Преступление и наказание» и «Процесс», а также фильмами режиссёров Андрея Тарковского и Никиты Михалкова.
На момент показа трейлера в 2020 году, игра по прежнему находилась на ранней стадии разработки. Трейлер с игровым процессом был продемонстрирован на презентации инди-игр Day of the Devs: The Game Awards Edition Digital Showcase 2023 в декабре 2023 года, дата выхода не была объявлена.

### Геймплей
По состоянию на ноябрь 2021 года, разработка игры находилась на стадии препродакшана на половину, куда входит разработка кода, продумывание дизайна, создание основных игровых механик, сценария, проработки персонажей. Создатели заметили, что хотят как можно тщательнее подготовить этап предпродакшена, что позволит уже позже значительно сократить время основного этапа разработки — создание локаций, персонажей и диалогов. Команда в том числе регулярно выкладывает короткие видеоролики с игровым процессом, чтобы наблюдать за реакцией зрителей и понять, что им больше нравится.
Комментируя встроенную в игру камеру, разработчики назвали её самой сложной и амбициозной игровой механикой. Они заметили, что пытались проработать голосовую систему максимально естественно, чтобы игра корректно реагировала на голосовые сообщения игрока и в зависимости от контекста и чтобы игрок не пытался избегать эту механику, учитывая, что экшн-сцены занимают меньшую часть игры, а разговоры с милиционером-гигантом также играют важную роль в развитии сюжета. Ранее похожие системы использовались в играх Façade и Phasmophobia. К концу 2022 года разработчики сосредоточились на разработке стелс-элементов в игре и внедрении разных звуковых эффектов, в зависимости от того, на какой поверхности герой перемещается и с какой скоростью.
Игра должна быть выдержана в жанре иммерсивной симуляции с элементами стелса, вдохновлялась дополнением Mooncrash к игре Prey, но создатели затем решили сделать игровой процесс более похожим на The Last Guardian, также команда вдохновлялась игрой Shadow of the Colossus. Игра по задумке должна совмещать элементы реалистичного окружения и сюрреализма, до идеи милиционера-гиганта, разработчики хотели, чтобы город находился на спине гниющей изнутри гигантской рыбы. В интервью с игровым порталом Rock Paper Shotgun разработчики сообщили, что им пришлось вырезать одну из ключевых особенностей игры — разговаривать с микрофоном, реализация данной функции оказалась непосильно трудной задачей, создатели в том числе экспериментировали с ChatGPT 2.0. В конце концов предпочтение было отдано классическим диалогам.

### Образ милиционера
Идея ввести милиционера-гиганта пришла позже, когда разработчики вдохновились творчеством Андрея Сурнова, в частности, его картиной с гигантским полицейским. В самом начале гигант представлял собой абстрактный образ и бездушного монстра, но затем создатели решили развить его личность, так было решено сделать его огромным милиционером.
Милиционер создавался по образу известного персонажа Дяди Стёпы — одного из символов милитаристской пропаганды сталинской эпохи. Хотя образ Стёпы исключительно положительный и идеализированный, уже в 1980-е года художники сравнивали его с фигурой Большого Брата. Эту идею разработчики захотели развить дальше и по их мнению, гигант-милиционер символизирует советское наследие, мешающее развиваться современной России. Команда пыталась определиться с ролью и размерами милиционера, предлагались идеи, где он был просто высоким человеком, или же атлантом с городом на его плечах. Милиционер со слов разработчиков воплощает современную русскую культуру — «олицетворение груза ответственности, страх потери свободы и силу совести». Одновременно создатели не считают свою игру «антиполицейской пропагандой» и тем более антироссийской, а желают через игру исследовать вопрос «морально опустошённой» власти полицейских и «возложенной на них ответственности». В частности они заметили, что милиционер не является однозначным злодеем. Даже если он неприятен для героя и остальных жителей, он такой же обыкновенный человек со своими взглядами, страхами и исполняет данные ему обязанности. Разработчики стремились отразить его человечные качества и хотели, чтобы даже игрок смог со временем сформировать к нему своеобразное сочувствие через многочисленные диалоги. Дмитрий Шевченко, руководящий разработкой заметил, что «этот персонаж способен раздавить героя мизинцем, сравнять с землёй город и его жителей, но его моральный кодекс не позволяет ему делать такое. Игрок бессилен, но не ограничен моральными рамками в отличие от милиционера, наделённого титанической силой, но сдерживающегося собственной моралью». Геймдизайнер Владимир Семенец заметил также, что игра затрагивает вопрос «колоссальной ответственности и давления извне, лежащей на самом высоком полицейском в мире. Он хочет быть положительным персонажем в этой истории, но даже мы пока не знаем, удастся ли ему им остаться».
Между милиционером и игровым персонажем развивается подобие отношений в зависимости от действий игрока. Механика общения с милиционером схожа с симулятором свиданий, но где на кону строит риск попасть в тюрьму, а не отношения.

## Реакция на трейлер
Показанный трейлер игры в 2020 году стал вирусным и вызвал повышенный интерес у средств массовой информации. В интернете стали публиковаться эмоциональные реакции блогеров на появление в кадре милиционера. Игра вызвала интерес как у англоязычных игровых изданий, так и российских проправительственных СМИ, в частности телеканала Россия-24, поспешившего назвать игру русофобской, пропагандирующей враждебное отношение к органам правопорядка и продвигающей «повестку». Одновременно тема враждебного образа органов правопорядка вызвала интерес в англоязычном интернете на фоне того, что обсуждение жестокости полиции в США было одной из центральных тем в 2020 году. Разработчиков стали обвинять в том, что их проект финансируется тайными лицами для того, чтобы сеять в России страх перед людьми в военной форме
. Команда призналась, что сложившаяся ситуация вогнала их в стрессовую ситуацию, так как они новички в игровой индустрии и не ожидали такой эмоциональной реакции на трейлер игры. Тем не менее, реакция провластных противников привела к эффекту Стрейзанд и ещё большему интересу к проекту Militsioner.
Редакция IGN сравнила атмосферу, передаваемую вместе с городом из Militsioner c Сити-17 из Half-Life 2, также пропитанным духом коммунистической антиутопии, при этом даже если сама игра представляет собой явный протестный комментарий против милитаристского государства, она делает это порой странными и забавными методами, позволяя вести беседы с милиционером-гигантом, явно не норовящим преследовать героя. Игровой сайт Fanbyte также сравнил внушающего страх милиционера и городскую атмосферу c Alien: Isolation или Resident Evil 7: Biohazard. Представитель Superjumpmagazine заметил, что трейлер игры отлично передаёт чувство паранойи — идеи невиновного, но преследуемого и бегущего героя, и эту историю можно примерить на множество стран — США, Россию, Китай, Турцию и другие.